# Serra Pedace
Serra Pedace är en frazione och tidigare kommun i provinsen Cosenza i regionen Kalabrien i Italien. 
Serra Pedace bildade 2017 tillsammans med de tidigare kommunerna Casole Bruzio, Pedace, Spezzano Piccolo och Trenta den nya kommunen Casali del Manco. Den tidigare kommunen hade 986 invånare (2017).